# Madoniemåra
Madoniemåra (Asperula gussonei) är en måreväxtart som beskrevs av Pierre Edmond Boissier. Madoniemåra ingår i släktet färgmåror, och familjen måreväxter. Inga underarter finns listade i Catalogue of Life.